# Hưng Đạo, Nguyên Bình
Hưng Đạo là một xã thuộc huyện Nguyên Bình, tỉnh Cao Bằng, Việt Nam.

## Địa lý
Xã Hưng Đạo nằm ở phía nam huyện Nguyên Bình, có vị trí địa lý:
- Phía đông giáp xã Tam Kim
- Phía tây giáp xã Thành Công
- Phía nam giáp tỉnh Bắc Kạn
- Phía bắc giáp xã Quang Thành.

Xã Hưng Đạo có diện tích 44,57 km², dân số năm 2019 là 1.213 người, mật độ dân số đạt 27 người/km².
Trên địa bàn xã có núi Nà Mia và suối Bản Đổng.

## Lịch sử
Sau năm 1975, Hưng Đạo là một xã thuộc huyện Nguyên Bình.
Đến năm 2019, xã Hưng Đạo được chia thành 8 xóm: Hoằng Sấn, Khuổi Lỉn, Khuổi Luông, Thôm Coóc, Nà Lẹng, Nà Niếng, Nà Rì, Roỏng Cun.
Ngày 9 tháng 9 năm 2019, Hội đồng Nhân dân tỉnh Cao Bằng ban hành Nghị quyết số 27/NQ-HĐND về việc:
- Sáp nhập xóm Hoằng Sấn vào xóm Khuổi Lỉn
- Sáp nhập xóm Khuổi Luông vào hai xóm Nà Lẹng và Roỏng Cun
- Sáp nhập hai xóm Nà Niếng và Nà Rì thành xóm Đồng Tâm.

## Hành chính
Xã Hưng Đạo được chia thành 5 xóm: Đồng Tâm, Khuổi Lỉn, Nà Lẹng, Roỏng Cun, Thôm Coóc.